# New Lucena
New Lucena is een gemeente in de Filipijnse provincie Iloilo op het eiland Panay. Bij de laatste census in 2010 telde de gemeente ruim 22 duizend inwoners.

## Geografie

### Bestuurlijke indeling
New Lucena is onderverdeeld in de volgende 21 barangays:
| - Baclayan - Badiang - Balabag - Bilidan - Bita-og Gaja - Bololacao - Burot - Cabilauan - Cabugao - Cagban - Calumbuyan | - Damires - Dawis - General Delgado - Guinobatan - Janipa-an Oeste - Jelicuon Este - Jelicuon Oeste - Pasil - Poblacion - Wari-wari |

## Demografie
New Lucena had bij de census van 2010 een inwoneraantal van 22.174 mensen. Dit waren 856 mensen (4,0%) meer dan bij de vorige census van 2007. Ten opzichte van de census van 2000 was het aantal inwoners gegroeid met 2.684 mensen (13,8%). De gemiddelde jaarlijkse groei in die periode kwam daarmee uit op 1,30%, hetgeen lager was dan het landelijk jaarlijks gemiddelde over deze periode (1,90%).

De bevolkingsdichtheid van New Lucena was ten tijde van de laatste census, met 22.174 inwoners op 44,1 km², 502,8 mensen per km².